# Mstišov
Mstišov je část města Dubí v okrese Teplice. Nachází se na jihozápadě Dubí. V roce 2009 zde bylo evidováno 166 adres. V roce 2001 zde trvale žilo 473 obyvatel. Roku 2012 počet klesl na 471. V roce 2013 se do Mstišova přistěhovalo 18 obyvatel a odstěhovalo 19, celkově zde žilo 467 obyvatel.
Mstišov je také název katastrálního území o rozloze 6,01 km2.

## Historie
První písemná zmínka o Mstišově je z roku 1487, z listiny majitele horního města Krupky Těmy III., kde je Mstišov vyjmenován mezi přilehlými vesnicemi. Toto je velmi zajímavá skutečnost – město Krupka těžilo cín. Stejná činnost se prováděla pravděpodobně i v okolí Mstišova. Na mapě z 19. století je uváděno ve Mstišově stavení označené jako Herrnhubelhausl. Tento výraz se dá přeložit jako panský dům s tavicími pecemi na cín. Jedna z kamenných tavicích pecí je na náměstí používána jako nádrž na vodu.[zdroj?] Cín se zde těžil rýžováním z náplavů, které snesla z Cínovce prapůvodní říčka Bystřice. Německý název Mstišova – Tischau byl dříve vykládán, jako stůl na louce. Tento údajný stůl je opět umístěn na náměstí. Výraz Tischau se dá ale přeložit také jako hostina na poříčí nebo volněji pohostinné poříčí. Pokud se těžil cín rýžováním ze Mstišovského potoka, je německé homonymum Mstišova – Tischau – velmi výstižné.
Od 16. století je již Mstišov (Tischau) zapsán jako majetek Teplického panství. Zprávy o vesnici máme i z dob třicetileté války, kdy ve vsi vyhořelo 5 domů příčinou nepozorného muzikanta. V 17. století se počet stavení pohyboval kolem dvou desítek včetně hospody. V Tereziánském katastru je Mstišov zapsán jako obec s 19 staveními s polnostmi o celkové velikosti 400 strychů. Bonitu polí ohodnotila inspekce číslem 7 a poznámkou Dk – tedy že se pole hodila především k chovu dobytka. Podle Popisu království Českého od Františka Palackého, měl Mstišov 38 domů a 278 obyvatel. Jaroslav Schaller byl ve své Topografii království Českého poněkud sdílnější: „Tischau, Tieschau, o 30 číslech (popisných) s krásnou kaplí sv. Eustacha. Deset minut odtud leží v lese lovecký zámeček, Duppelburg (Dvojhradí), příkopem oddělené, v jehož blízkosti se nachází voda (myšlen rybník). Horní sál má osm oken, ze kterých je krásný a daleký výhled.“
Známým se stal Mstišov založením obory Tuppelburgu (Dvojhradí). Nechal ho vystavit majitel panství František Karel Clary-Aldringen pro svou ženu. Ještě dříve zde ale vyrostla dominanta obce, a to barokní kaple sv. Huberta (Eustacha). Průčelí kaple doplňují sochy Sv. Václav (levá nika) a Sv. Jana Nepomuckého (pravá nika). Nad nimi v portálové nice se nachází socha Sv. Huberta (či Eustacha). Podle restaurátorů je ale název kaple sv. Huberta vážně zpochybněn. Vzhledem k tomu, že postava není oděna biskupským rouchem, přiklánějí se jak NPÚ, tak restaurátoři k názoru, že je zde zpodobněna postava sv. Eustacha, patronátního světce této kaple. Barokní ráz dodávají také typické architektonické doplňky – v tomto případě kamenné šišky jako zakončovací prvek. Autorství se přisuzuje Kristiánu Laglerovi, teplickému staviteli ve službách rodu Clary-Aldringenů.
Až do 19. století byl Mstišov těžařskou a zemědělskou osadou. Příchodem průmyslové revoluce se i zde objevují velké firmy. Zřejmě nejzásadnějším bylo důlní dílo Dukla, jež si vyžádalo značnou část tehdejší průmyslové části Mstišova, a s ním i mnoho obytných domů. Konkrétně roku 1890 se ve Mstišově nacházelo pět skláren, tři hlubinné uhelné doly, podnik na výrobu hnacích řemenů a koželužna. Podobný stav zde byl i po druhé světové válce, kdy byla značná část obyvatelstva nucena odejít, a tak se počet usedlíků výrazně zmenšil. Zmenšoval se dále a v roce 2011 zde trvale žilo 430 obyvatel.

## Obyvatelstvo
|           | 1869 | 1880  | 1890  | 1900  | 1910  | 1921  | 1930  | 1950  | 1961 | 1970 | 1980 | 1991 | 2001 | 2011 |
| --------- | ---- | ----- | ----- | ----- | ----- | ----- | ----- | ----- | ---- | ---- | ---- | ---- | ---- | ---- |
| Obyvatelé | 599  | 1 384 | 2 229 | 2 691 | 2 566 | 2 452 | 2 856 | 1 865 | 970  | 713  | 557  | 415  | 473  | 430  |
| Domy      | 71   | 102   | 132   | 156   | 160   | 165   | 230   | 274   | 156  | 140  | 127  | 127  | 130  | 138  |

### Hasičský sbor
Od roku 1876 se ve Mstišově nachází Sbor dobrovolných hasičů. Mimo přirozené potřeby bojovat proti požárům byl sbor založen všeobecným, tzv. Řádem hašením ohňů, jako spousta jiných sborů. Roku 1877 byl již sbor začleněn ve sdružení Teplicko-Bílinských sborů. Po druhé světové válce se sbor obnovil, stanovy ale schválil až roku 1948. Spolek se věnoval nejen hašení požárů, ale také se staral o místní zeleň, pomáhal při žních a senech a také udržoval místní kapli.
V současnosti má sbor novou zbrojnici – ta původní přímo sousedící s hasičskou nádrží již neexistuje – a věnuje se také kulturní činnosti ve vsi.

## Osobnosti
- František Gregor Emmert (1940–2015), hudební skladatel

## Pamětihodnosti
- Barokní lovecký pavilón Tuppelburg založený roku 1703 Františkem Clary-Aldringenem[8]
- Barokní kaple svatého Huberta z roku 1707 na návsi[9]
- Kamenný stůl

## Galerie

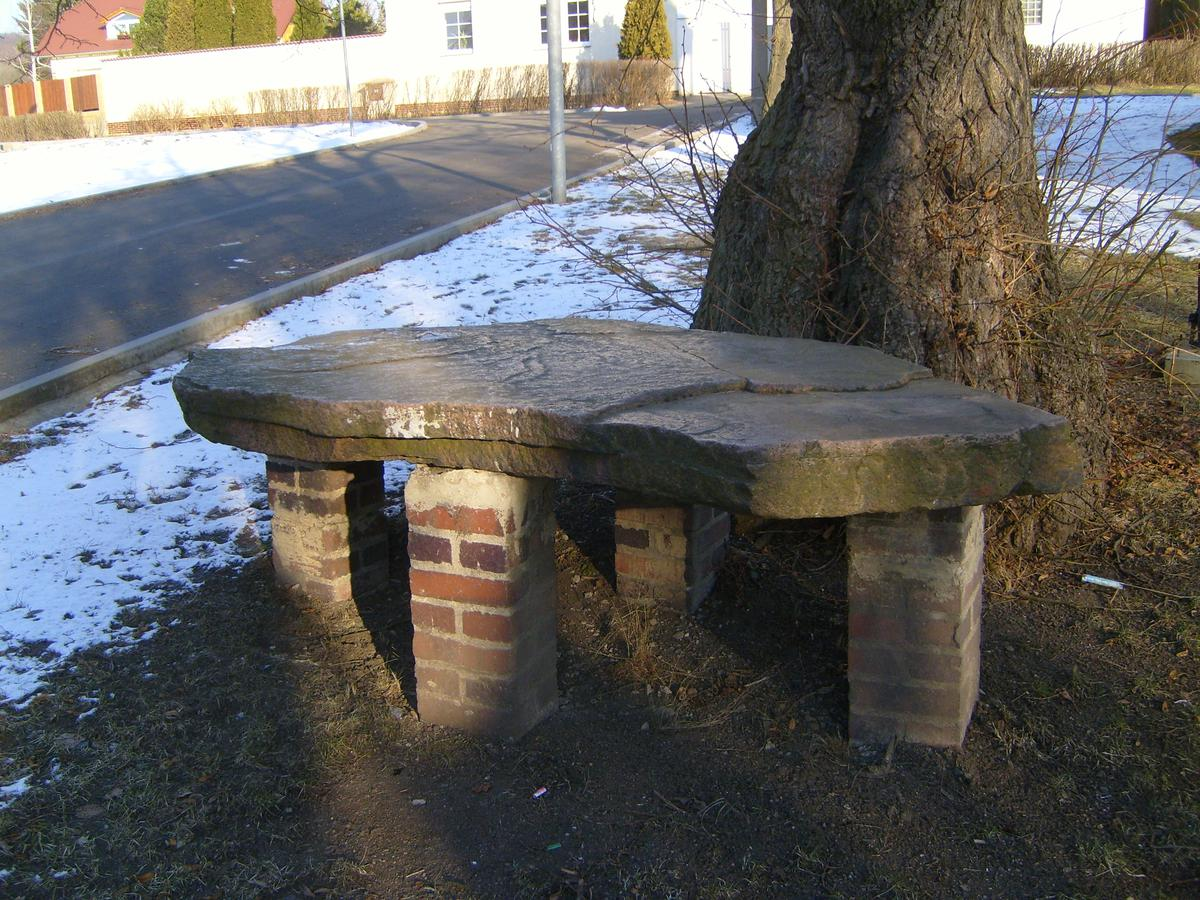
Kámen, na kterém měli zakladatelé vesnice hodovat
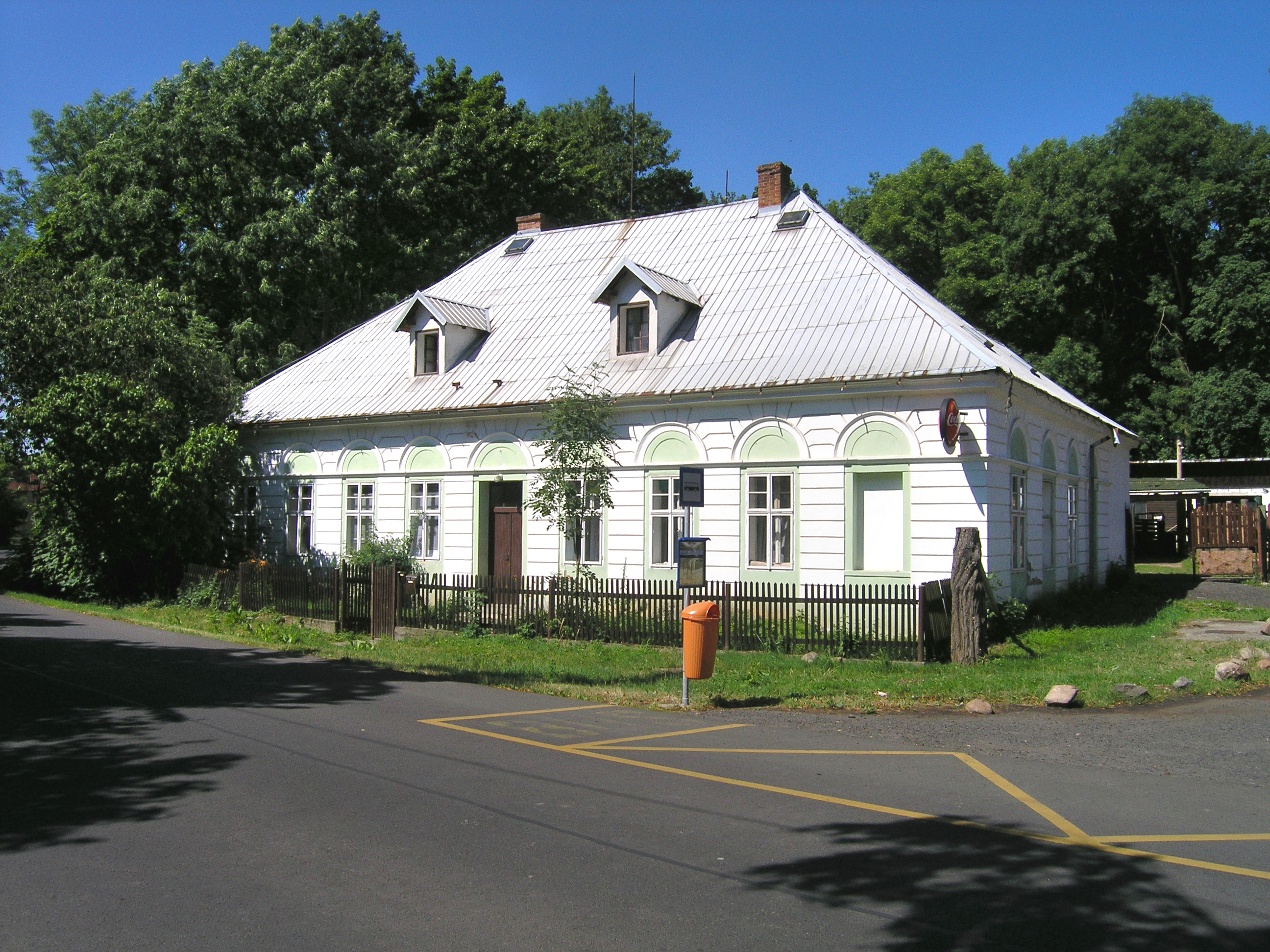
Hájovna ve Dvojhradí
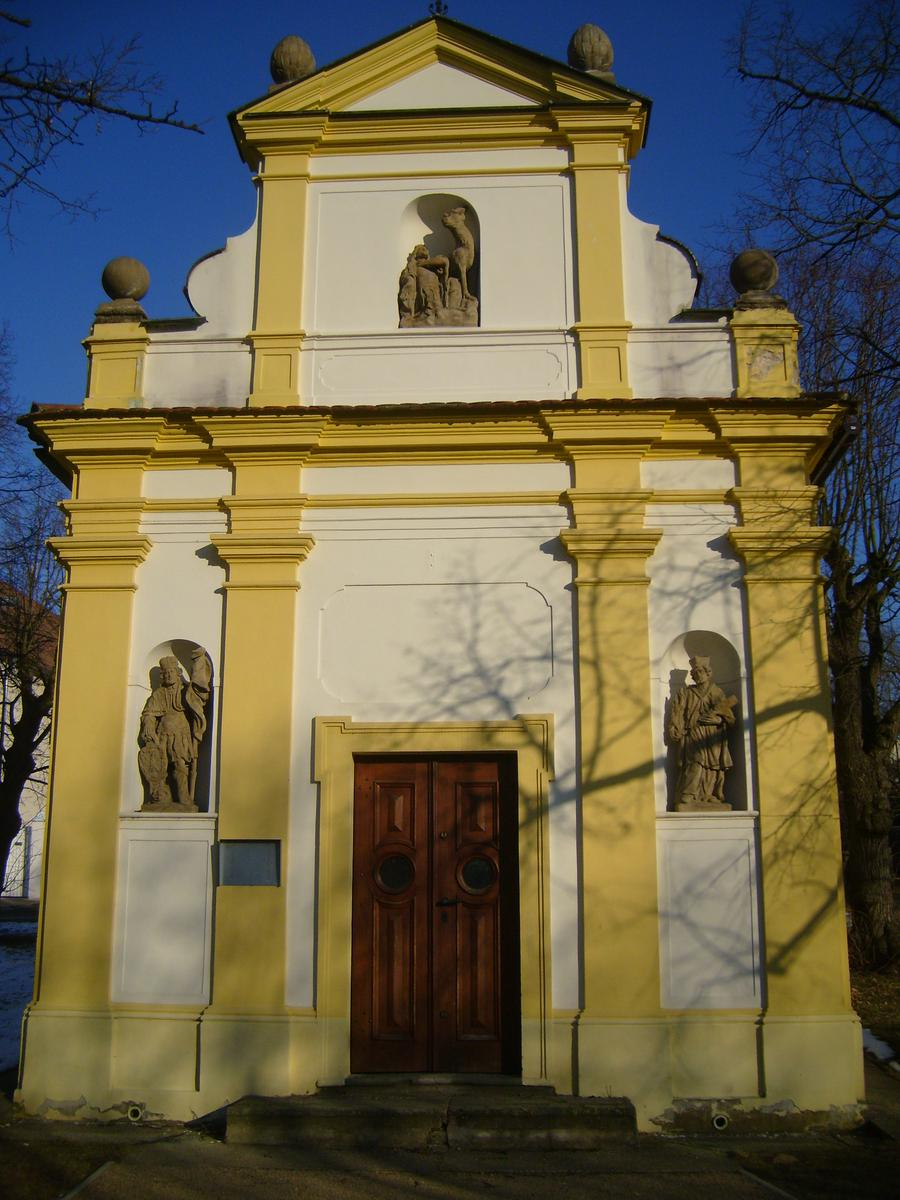
Průčelí kaple sv. Huberta ve Mstišově
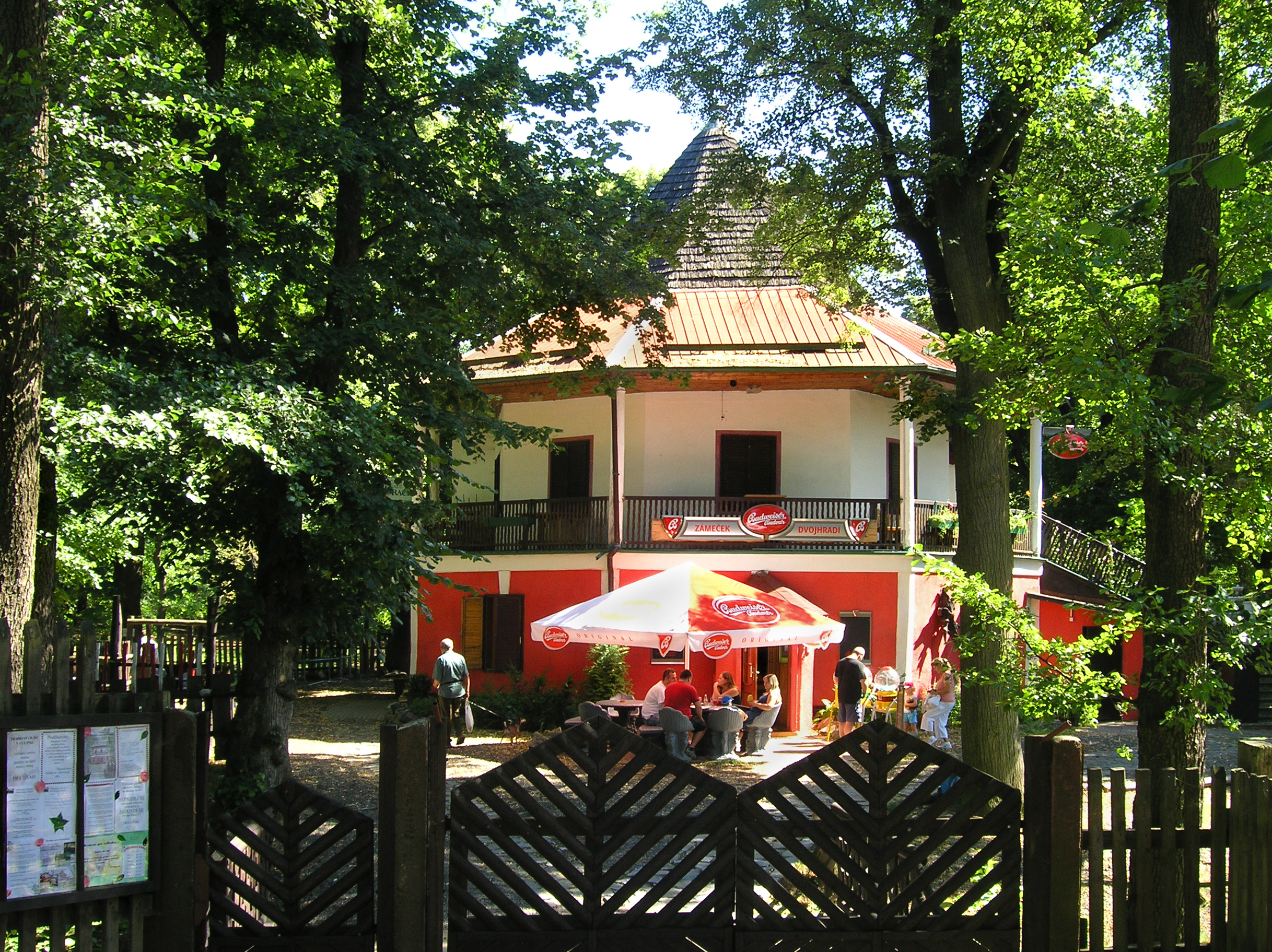
Zámeček Dvojhradí na severu vesnice